# Horst Evers

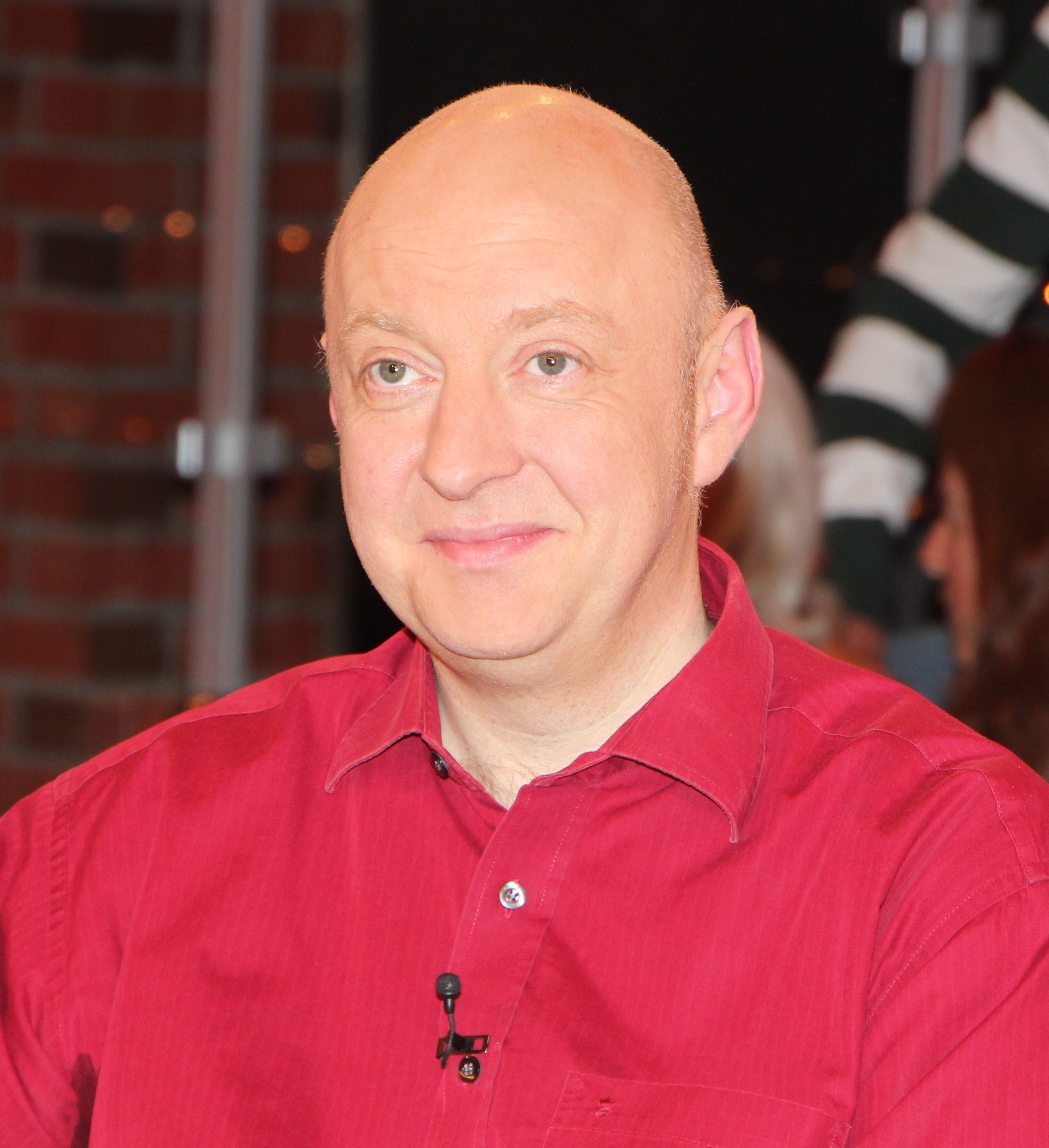
Horst Evers bei Markus Lanz (2011)

Horst Evers (eigentlich Gerd Winter; * 8. Februar 1967 in Diepholz) ist ein deutscher Autor und Kabarettist.

## Leben
Evers wuchs auf einem Bauernhof in Evershorst bei Diepholz auf. Er besuchte die Grundschule in Stemshorn und Lemförde und legte auf der Graf-Friedrich-Schule in Diepholz das Abitur ab. Anschließend studierte er Germanistik und Sozialkunde an der Freien Universität Berlin, ohne das Studium abzuschließen. Während des Studiums schrieb er seine ersten Texte, die er in der von ihm mitbegründeten Zeitschrift Salbader veröffentlichte und später selber öffentlich vortrug. Er verarbeitet kleine absurde Begebenheiten und Beobachtungen aus dem Alltag zu pointierten und humorvollen Anekdoten oder Liedtexten. Um den Lesern der Zeitschrift Salbader eine größere Autorenschaft zu suggerieren, entschieden sich die Gründer, mit verschiedenen Pseudonymen zu arbeiten. Evers entschied sich, seinen Heimatort Evershorst als Vorlage zu benutzen und die beiden Bestandteile des Namens zu tauschen. Da er unter diesem Pseudonym besonders erfolgreich war, behielt er es bei. 1990 gründete er die Textleseshow Dr. Seltsams Frühschoppen.
Angeregt durch die Berliner Verwaltungsreform von 2001 erstellte Evers zu bekannten Melodien einen Liederzyklus über die Berliner Bezirke, die er zusammen mit Benedikt Eichhorn besingt. Die Originaltexte der verwendeten Melodien haben meist einen inhaltlichen Bezug zur Beschreibung des jeweiligen Bezirks oder stehen in krassem Gegensatz dazu. So wurde zum Beispiel für das Lied auf Spandau, einen Bezirk am Westrand Berlins, die Melodie von Petula Clarks Downtown ausgesucht.
Seit etlichen Jahren werden kurze, von Evers vorgelesene Kapitel wöchentlich in Magazin-Sendungen auf Radio Eins übertragen.
Evers lebt mit Freundin und Tochter in Berlin.

## Werk
- 1989: Gründer des Mittwochsfazits zusammen mit Bov Bjerg, Hans Duschke, Andreas Scheffler und Hinark Husen.
- 1989: Gründer und Herausgeber der Zeitschrift Salbader zusammen mit Hans Duschke, Andreas Scheffler und Bov Bjerg.
- 1990: Gründer der Berliner Lesebühne Dr. Seltsams Frühschoppen zusammen mit Hinark Husen, Dr. Seltsam, Hans Duschke, Bov Bjerg und Andreas Scheffler.
- 1996: Gründer des neuen Mittwochsfazits zusammen mit Bov Bjerg und Manfred Maurenbrecher.

## Auszeichnungen
- 2000: 1. Platz, Paulaner Solo+ Kabarettpreis
- 2001: Salzburger Stier
- 2001: Prix Pantheon, Publikumspreis Beklatscht & Ausgebuht
- 2002: Tuttlinger Krähe
- 2002: Deutscher Kabarettpreis in der Kategorie Programmpreis mit Mittwochsfazit
- 2006: Kiep – Kleinkunstpreis der Stadt Haltern
- 2008: Deutscher Kleinkunstpreis in der Kategorie Kleinkunst
- 2009: Gaul von Niedersachsen
- 2021: Deutscher Kabarettpreis Hauptpreis

## Veröffentlichungen

### Bücher
- Wedding. 37 Geschichten über die Perle unter Berlins Stadtteilen. Fahner, Lauf an der Pegnitz 1997, ISBN 3-924158-33-9.
- Die Welt ist nicht immer Freitag. Eichborn, Frankfurt am Main 2002, ISBN 3-8218-3745-4.
- Gefühltes Wissen. Eichborn, Frankfurt am Main 2005, ISBN 3-8218-4932-0.
- Mein Leben als Suchmaschine. Eichborn, Frankfurt am Main 2008, ISBN 978-3-8218-6037-4.
- Für Eile fehlt mir die Zeit. Rowohlt Berlin Verlag, Berlin 2011, ISBN 978-3-87134-682-8.
- Der König von Berlin. Rowohlt Berlin Verlag, Berlin 2012, ISBN 978-3-87134-743-6.
- Wäre ich Du, würde ich mich lieben. Rowohlt Berlin Verlag, Berlin 2013, ISBN 978-3-87134-762-7.
- Vom Mentalen her quasi Weltmeister. Rowohlt Berlin Verlag, Berlin 2014, ISBN 978-3-87134-776-4.
- Alles außer irdisch. Rowohlt Berlin Verlag, Berlin 2016, ISBN 978-3-87134-815-0.
- Der kategorische Imperativ  ist keine Stellung beim Sex. Rowohlt Berlin Verlag, Berlin 2017, ISBN 978-3-87134-172-4.
- Früher war mehr Weihnachten. Rowohlt Berlin Verlag, Berlin 2017, ISBN 978-3-499-29158-6.
- Es hätte alles so schön sein können. Rowohlt Berlin Verlag, Berlin 2018, ISBN 978-3-7371-0050-2.
- Wer alles weiß, hat keine Ahnung. Rowohlt Berlin Verlag, Berlin 2021, ISBN 978-3-7371-0099-1.
- Bumm! – Kriminalgeschichten. Rowohlt Berlin Verlag, Berlin 2022, ISBN 978-3-7371-0135-6.
- Zu faul zum Nichtstun. Rowohlt Berlin Verlag, Berlin 2024, ISBN 978-3-7371-0211-7.

### Hörbücher
- Horst Evers erklärt die Welt. WortArt, Köln 2001, ISBN 3-7857-1193-X (Hörbuch).
- Evers Box. 2002 (Hörbuch).
- Gefühltes Wissen. Aufgenommen im September 2004 im Mehringhoftheater Berlin. WortArt, Köln 2004, ISBN 3-7857-1458-0 (Hörbuch).
- Horst Evers erklärt die Welt. Random House Audio, Köln 2006, ISBN 3-86604-122-5 (Hörbuch).
- Gefühltes Wissen. Aufgenommen im September 2004 im Mehringhoftheater Berlin. Random House Audio, Köln 2006, ISBN 3-86604-123-3 (Hörbuch).
- Mehr vom Tag. Random House Audio, Köln 2006, ISBN 3-86604-267-1 (Hörbuch).
- Schwitzen ist, wenn Muskeln weinen. Aufgenommen am 14. und 15. April 2008 in Die Wühlmäuse Berlin. WortArt, Köln 2008, ISBN 978-3-86604-921-5 (Hörbuch).
- Horst Evers, Benedikt Eichhorn: Bezirkslieder. Aufgenommen am 25. und 26. April 2008 im BKA-Theater, Mehringdamm 34, Berlin. Stallmann & Winterle GbR, Berlin 2008 (Hörbuch).
- Herzlichen Glückwunsch. Random House Audio, Köln 2009, ISBN 978-3-8371-0155-3 (Hörbuch).
- Die Welt ist nicht immer Freitag. Live-Lesung aus dem BKA-Theater, Mehringdamm 34, Berlin. Eichborn, Frankfurt 2010, ISBN 978-3-8218-6340-5 (Hörbuch).
- Großer Bahnhof. Aufgenommen am 6. und 7. Februar 2011 in den Wühlmäusen, Berlin. Random House Audio, Köln 2011, ISBN 978-3-8371-0824-8 (Hörbuch).
- Für Eile fehlt mir die Zeit. Argon, Berlin 2012, ISBN 978-3-8398-5130-2 (Hörbuch).
- Der König von Berlin (Autorenlesung). Argon, Berlin 2013, ISBN 978-3-8398-1210-5 (Hörbuch).
- Wäre ich du, würde ich mich lieben. Argon, Berlin 2013, ISBN 978-3-8398-1270-9 (Hörbuch).
- Hinterher hat man's meist vorher gewusst Aufgenommen am 23. und 24. August 2013 in Die Wühlmäuse Berlin. WortArt, Köln 2013, ISBN 978-3-8371-2278-7 (Hörbuch).
- Alles außer irdisch. Argon, Berlin 2016, ISBN 978-3-8398-1444-4 (Hörbuch).
- Der kategorische Imperativ ist keine Stellung beim Sex. Random House Audio, München 2016, ISBN 978-3-8371-3409-4 (Hörbuch).
- Früher war mehr Weihnachten. Argon, 2017 (Hörbuch).
- Der kategorische Imperativ ist keine Stellung beim Sex (Hörbestseller), Langfassung (5 CDs), Argon, Berlin 2018, ISBN 978-3-8398-9372-2 (Hörbuch).
- 1000: Ein sehr persönlicher Rückblick auf 1.000 Vorstellungen im Berliner Mehringhof Theater, WortArt / Random House Audio, Köln 2018, ISBN 978-3-8371-4209-9 (Hörbuch).
- Früher war ich älter, Random House Audio, Köln 2019, ISBN 978-3-8371-4855-8 (Hörbuch).
- Ich bin ja keiner, der sich an die große Glocke hängt , Random House Audio, 2022, ISBN 978-3-8371-6378-0 (Hörbuch).

### Veröffentlichungen mit der LesebühneDer Frühschoppen
- Hans Duschke, Horst Evers, Andreas Scheffler, Sarah Schmidt, Dr. Seltsam, Hinark Husen, Jürgen Witte: Best of Dr. Seltsams Frühschoppen. Aufgenommen im Oktober 2000 in der Kalkscheune, Berlin. Duo-phon, Berlin 2000 (Hörbuch).
- Hans Duschke, Horst Evers, Andreas Scheffler, Sarah Schmidt, Dr. Seltsam, Hinark Husen, Jürgen Witte: Live im Wedding – Der Frühschoppen. Die Lesebühne. Aufgenommen am 19. und 20. Januar 2007. Reptiphon, Berlin 2007, ISBN 978-3-938625-37-8 (Hörbuch).

### Veröffentlichungen mit der LesebühneMittwochsfazit
- Bov Bjerg, Horst Evers, Manfred Maurenbrecher: Mittwochsfazit. Im Kühlschrank. Aufgenommen im Frühjahr/Sommer 2001 auf den Bühnen des Mehringhof-Theaters, des Schlots und im Silberblick-Studio, Berlin. Silberblick-Musik, Berlin 2001, ISBN 3-932219-39-2 (Hörbuch).
- Bov Bjerg, Horst Evers, Manfred Maurenbrecher: Dumm fickt gut. Die Tragik der Hochbegabten. Silberblick-Musik, Berlin 2002, ISBN 3-932219-41-4 (Hörbuch).
- Bov Bjerg, Horst Evers, Manfred Maurenbrecher: Geile Teile. Bäckereifachverkäuferinnen packen aus. Conträr Musik, Lübeck 2005, ISBN 3-932219-61-9 (Hörbuch).

### Sonstiges
- Horst Evers, Michael Lösel, Heinrich Filsner: Einbeinige Jungs mit Tretrollern. Fahner, Lauf 1997.

## Filmografie (Auswahl)
- 2017: Der König von Berlin (Fernsehfilm)